# John Chard
John Rouse Merriott Chard (Plymouth, 21 dicembre 1847 – Hatch Beauchamp, 1º novembre 1897) è stato un militare britannico.
Ufficiale del corpo dei Royal Engineers, si guadagnò la Victoria Cross (massima onorificenza dell'Impero britannico) per via del suo ruolo nella battaglia di Rorke's Drift nel gennaio 1879 quando, poco dopo la sconfitta inglese nella battaglia di Isandlwana nel corso della guerra anglo-zulu, difese l'avamposto britannico di Rorke's Drift alla guida di circa 140 soldati contro una forza zulu di circa 3.000/4.000 uomini. Alla fine della guerra ritornò in Inghilterra come un eroe ed ottenne un'udienza con la regina Vittoria.
Si ritirò dall'esercito come colonnello nel 1897 dopo che gli venne diagnosticato un tumore in fase terminale, morì nella casa del fratello nel Somerset lo stesso anno.